# School van Abdera
De school van Abdera (of de Abderieten of de Griekse school van het atomisme) was een presocratische school van denken, opgericht in 
Abdera, Thracië rond 440 voor Christus. Leucippus en Democritus, waren de eerste atomisten. Leucippus wordt verondersteld de oprichter te zijn en Democritus, zijn leerling, beide van Abdera. Metrodorus van Chios en Anaxarchos van Abdera waren ook lid, de laatste leraar Pyrrho van Elis, die  de school kwam leiden is de stichter van het pyrronisme.